# 岡﨑建哉
岡﨑 建哉（おかざき けんや、1990年5月31日 - ）は、広島県福山市出身の元プロサッカー選手。現役時代のポジションはミッドフィールダー（MF）。

## 来歴

### プロ入り前
幼少の頃より地元の水呑FCでサッカーを始める。小学校6年時にはナショナルトレセンに選出された。高校進学時には地元サンフレッチェ広島ユースのセレクションを受けるも不合格となり、大阪に渡りガンバ大阪ユースに入団。G大阪ユースでは主に左サイドバックを任され、クラブユースサッカー選手権やJユースカップ優勝に貢献。同期には大塚翔平、菅沼駿哉がいる。
高校卒業後、トップチーム昇格は果たせず唯一誘いがあった関西大学に進学。関西大学では高い技術と攻撃力を備えたプレーメーカーとして活躍し、2010年度の全日本大学サッカー選手権では同じくG大阪ユースから関西大学に進学した田中裕人とボランチを組み、関西大学の43年ぶりの全国優勝に貢献し、大会ベストMFに選出された。2011年と2012年には田中裕人と共に、関西学生リーグの優秀選手に選出された。また、2012年3月にはチームメイトの寺岡真弘とスペインに短期留学し、現地クラブの入団テスト受験を勧められるほどの高い評価を受けた。

### プロ入り後
2013年、複数のJリーグクラブからオファーを貰い、ユース時代を過ごしたガンバ大阪に入団。G大阪ユース出身者としては、初の大学経由でのトップチーム入団となった。3月24日、J2第5節千葉戦でJリーグ初出場を果たした。以降、ほとんどは途中出場が大半であったものの、代表組の遠藤保仁・今野泰幸の不在時はスタメンで起用された。
2014年は開幕前に左肘関節及び靭帯を損傷し長期離脱。約2カ月後に復帰するもシーズン通して出場機会には恵まれなかった。2015年、愛媛FCへ期限付き移籍。シーズン開幕からスタメンで起用されたが、8月の練習中に左膝前十字靭帯断裂の重傷を負い全治8カ月と診断され、長期離脱となってしまった。
2016年、ガンバ大阪に復帰。トップチームでは出場機会に恵まれずセカンドチームのみの出場となった。
2017年、栃木SCに完全移籍。
2019年、モンテディオ山形に完全移籍。
2023年11月6日に、2023シーズンをもって現役を引退することが発表された。

## 所属クラブ
- 水呑FC
- 2003年 - 2005年 福山FCジュニアユース
- 2006年 - 2008年 ガンバ大阪ユース（向陽台高等学校）
- 2009年 - 2012年 関西大学
- 2013年 - 2016年  ガンバ大阪
  - 2015年  愛媛FC（期限付き移籍）
  - 2016年  ガンバ大阪U-23
- 2017年 - 2018年  栃木SC
- 2019年 - 2023年  モンテディオ山形

## 個人成績
| 国内大会個人成績 | 国内大会個人成績 | 国内大会個人成績 | 国内大会個人成績 | 国内大会個人成績 | 国内大会個人成績 | 国内大会個人成績 | 国内大会個人成績 | 国内大会個人成績 | 国内大会個人成績 | 国内大会個人成績 | 国内大会個人成績 |
| 年度             | クラブ           | 背番号           | リーグ           | リーグ戦         | リーグ戦         | リーグ杯         | リーグ杯         | オープン杯       | オープン杯       | 期間通算         | 期間通算         |
| 年度             | クラブ           | 背番号           | リーグ           | 出場             | 得点             | 出場             | 得点             | 出場             | 得点             | 出場             | 得点             |
| 日本             | 日本             | 日本             | 日本             | リーグ戦         | リーグ戦         | リーグ杯         | リーグ杯         | 天皇杯           | 天皇杯           | 期間通算         | 期間通算         |
| ---------------- | ---------------- | ---------------- | ---------------- | ---------------- | ---------------- | ---------------- | ---------------- | ---------------- | ---------------- | ---------------- | ---------------- |
| 2009             | 関西大           | 25               | -                | -                | -                | -                | -                | 2                | 0                | 2                | 0                |
| 2012             | 関西大           | 7                | -                | -                | -                | -                | -                | 2                | 0                | 2                | 0                |
| 2013             | G大阪            | 25               | J2               | 22               | 2                | -                | -                | 1                | 0                | 23               | 2                |
| 2014             | G大阪            | 25               | J1               | 2                | 0                | 3                | 0                | 2                | 0                | 7                | 0                |
| 2015             | 愛媛             | 15               | J2               | 20               | 0                | -                | -                | 0                | 0                | 20               | 0                |
| 2016             | G大阪            | 17               | J1               | 0                | 0                | 0                | 0                | 0                | 0                | 0                | 0                |
| 2017             | 栃木             | 11               | J3               | 27               | 1                | -                | -                | -                | -                | 27               | 1                |
| 2018             | 栃木             | 11               | J2               | 34               | 0                | -                | -                | 0                | 0                | 34               | 0                |
| 2019             | 山形             | 7                | J2               | 5                | 0                | -                | -                | 0                | 0                | 5                | 0                |
| 2020             | 山形             | 7                | J2               | 27               | 1                | -                | -                | -                | -                | 27               | 1                |
| 2021             | 山形             | 7                | J2               | 19               | 0                | -                | -                | 1                | 0                | 20               | 0                |
| 2022             | 山形             | 7                | J2               | 3                | 0                | -                | -                | 0                | 0                | 3                | 0                |
| 2023             | 山形             | 7                | J2               | 11               | 0                | -                | -                | 1                | 0                | 12               | 0                |
| 通算             | 日本             | 日本             | J1               | 2                | 0                | 3                | 0                | 2                | 0                | 7                | 0                |
| 通算             | 日本             | 日本             | J2               | 141              | 3                | -                | -                | 3                | 0                | 144              | 3                |
| 通算             | 日本             | 日本             | J3               | 27               | 1                | -                | -                | -                | -                | 27               | 1                |
| 通算             | 日本             | 日本             | 他               | -                | -                | -                | -                | 4                | 0                | 4                | 0                |
| 総通算           | 総通算           | 総通算           | 総通算           | 170              | 4                | 3                | 0                | 1                | 0                | 174              | 4                |

| 2016   | G大23  | 17     | J3     | 19 | 2 | 19 | 2 |
| 通算   | 日本   | 日本   | J3     | 19 | 2 | 19 | 2 |
| 総通算 | 総通算 | 総通算 | 総通算 | 19 | 2 | 19 | 2 |

| 国際大会個人成績 | 国際大会個人成績 | 国際大会個人成績 | 国際大会個人成績 | 国際大会個人成績 |
| 年度             | クラブ           | 背番号           | 出場             | 得点             |
| AFC              | AFC              | AFC              | ACL              | ACL              |
| ---------------- | ---------------- | ---------------- | ---------------- | ---------------- |
| 2016             | G大阪            | 17               | 0                | 0                |
| 通算             | AFC              | AFC              | 0                | 0                |

- Jリーグ初出場 - 2013年3月24日 J2第5節 vsジェフユナイテッド市原・千葉（万博記念競技場）
- Jリーグ初得点 - 2013年6月15日 J2第19節 vs水戸ホーリーホック（ケーズデンキスタジアム水戸）

## タイトル

### クラブ
ガンバ大阪ユース
- 日本クラブユースサッカー選手権（U-18）大会：2回（2006年、2007年）
- Jユースカップ：1回（2008年）

関西大学
- 全日本大学サッカー選手権大会：1回（2010年）
- 大阪サッカー選手権大会：2回（2009年、2011年）

ガンバ大阪
- Jリーグ ディビジョン1：1回（2014年）
- Jリーグ ディビジョン2：1回 （2013年）
- ナビスコカップ：1回（2014年）
- 天皇杯：1回（2014年）

### 個人
- 全日本大学サッカー選手権ベストMF：1回（2010年）
- 関西学生リーグ優秀選手賞：2回（2011年、2012年）